# Carso (Weinbaugebiet)
Carso oder auch Carso-Kras ist ein italienisches Weinbaugebiet in den ehemaligen Provinzen Triest und Provinz Gorizia, Region Friaul-Julisch Venetien. Den Namen hat das Gebiet von der gleichnamigen Karstlandschaft Carso. Das Klima ist von sehr milden Sommern und von den kalten Böen des Ostwindes Bora gekennzeichnet.
Die Gemeinden Duino-Aurisina, Monrupino, Muggia, San Dorligo della Valle und Sgonico (Provinz Triest) sowie Doberdò del Lago, Monfalcone, Ronchi dei Legionari, Fogliano Redipuglia, Sagrado und Savogna d’Isonzo (Provinz Gorizia) besitzen zugelassene Reblagen des Weinbaugebiets, das seit dem 17. Juli 1985 (aktualisiert am 7. März 2014) den Status einer Denominazione di origine controllata (kurz DOC) genießt. Der Bereich erstreckt sich entlang der Adriaküste am Golf von Triest. Sie wird im Norden von der DOC Collio Goriziano und im Süden von der slowenischen Region Slovenska Istra begrenzt.

## Weine
Folgende DOC-Weine werden produziert und wie folgt benannt:
- „Carso …“ oder „Carso-Kras …“, jeweils gefolgt von dem Namen einer der betreffenden Rebsorten, die zu mindestens 85 % enthalten sein müssen:
  - Weißweine:  Chardonnay, Glera, Malvasia, Pinot Grigio, Sauvignon blanc, Traminer, Vitouska
  - Rotweine: Cabernet Franc, Cabernet Sauvignon, Merlot, Refosco dal peduncolo rosso und Terrano.
- Wenn  „Carso“ oder „Carso-Kras“-Weine nur mit der Bezeichnung „Rosso“ vermarktet werden, müssen sie zu mindestens 70 % aus der Rebsorte Terrano gekeltert sein. Zugelassen ist  Piccola Nera.